# Bronisław Szulewski
Bronisław Szulewski (ur. 1909, zm. 2004) – polski architekt i urbanista, jeden z projektantów Nowej Huty.

## Życiorys
Urodził się w 1909 roku w rodzinie rzymskokatolickiej. Jest absolwentem Szkoły Rolniczej. 24 czerwca 1940 roku został aresztowany przez Ludowy Komisariat Spraw Wewnętrznych ZSRR we Lwowie i tam został osadzony w więzieniu. Po pewnym czasie został przetransportowany przez służby ze Lwowa do Suchobezwodnaja, gdzie był głodzony. W tamtejszej miejscowości, usłyszał wyrok trzech w obozie pracy, zarzucając, że może on być niebezpiecznym elementem dla rządu sowieckiego.
27 września 1941 roku został zwolniony z aresztu i wstąpił do armii polskiej. Zmarł w 2004 roku.

## Kariera
W 1949 roku dołączył do ekipy pod kierownictwem Tadeusza Ptaszyckiego, która zajęła się projektowaniem nowego miasta – Nowej Huty. Bronisław Szulewski zajął się m.in. zaprojektowaniem alei Róż – jednej z najpopularniejszych ulic Nowej Huty, gdzie działa m.in. najstarsza restauracja w Nowej Hucie, restauracja Stylowa.
W latach 60. XX wieku zaprojektował na osiedlu Szklane Domy nowy park miejski – Park Ratuszowy.